# Threatened
Threatened (englisch für „bedroht“) ist ein Song des US-amerikanischen Sängers Michael Jackson, der am 29. Oktober 2001 auf dem Album Invincible erschien. Threatened sollte ursprünglich als Single mit einem Musikvideo veröffentlicht werden, jedoch kam dies aufgrund eines Streites zwischen Jackson und Sony Music nie zustande.

## Entstehung
Threatened wurde von Michael Jackson, Rodney Jerkins, Fred Jerkins III, LaShawn Daniels geschrieben und von Jackson und Jerkins produziert. In dem Song wurden Tonaufnahmen aus der Serie The Twilight Zone des bereits 1975 verstorbenen  Rod Serling verwendet.

## Inhalt
Das Lyrische Ich ist ein übernatürliches Wesen, dass Menschen bedroht. Damit wird Threatened aus der gleichen Sicht wie auch schon Is It Scary aus dem Jahr 1997 gesungen. Nach Thriller, Ghosts und Is It Scary ist Threatened der vierte Song von Jackson, der von übernatürlichen Phänomenen handelt.

“You’re fearing me

’Cause you know I’m a beast

Watching you when you sleep

When you’re in bed

I’m underneath

You’re trapped in halls

And my face is the walls

I’m the floor when you fall

And when you scream it's 'cause of me

I’m the living dead

The dark thoughts in your head

I heard just what you said

That’s why you’ve got to be threatened by me”

„Du fürchtest mich

Denn du weißt ich bin ein Biest

Dass dich im Schlaf beobachtet

Wenn du im Bett bist

Bin ich drunter

Du bist in diesen Hallen gefangen

Und mein Gesicht ist in den Wänden

Ich bin der Boden, wenn du fällst

Und wenn du schreist, dann wegen mir

Ich bin der lebende Tod

Die dunklen Gedanken in deinem Kopf

Ich habe gehört, was du gerade gesagt hast

Deswegen solltest du dich bedroht von mir fühlen“

## Besetzung
- Produktion: Michael Jackson, Rodney Jerkins
- Komposition: Michael Jackson, Rodney Jerkins, Fred Jerkins III, LaShawn Daniels
- Solo Vocals: Michael Jackson
- Spoken Words: Rod Serling (aus The Twilight Zone)
- Alle Instrumente: Michael Jackson, Rodney Jerkins
- Tontechnik: Stuart Brawley
- Mix: Bruce Swedien, Rodney Jerkins, Stuart Brawley[3]